# نیکولاس ون دام
نیکولاس (Koos) ون دام (متولد ۱ آوریل ۱۹۴۵) دانشمند و نویسنده هلندی در خاورمیانه است. وی همچنین سفیر هلند در عراق ، مصر ، آلمان و اندونزی بود.

## تحصیلات و شغل
ون دام در رشته های زبان عربی و اسلام و همچنین علوم سیاسی و اجتماعی تحصیل کرد که در آن در سال ۱۹۷۳ مدرک کارشناسی ارشد (doctorandus) را از دانشگاه آمستردام دریافت کرد و سپس دکترای خود را به دست آورد. در سال ۱۹۷۷ مدرک ادبیات در همان دانشگاه دریافت کرد. وی در دانشگاه آمستردام (۱۹۷۰–۷۵) در تاریخ خاورمیانه مدرن تدریس کرد ، دبیر اول سفارت هلند در بیروت بود ، پوشش لبنان ، اردن و قبرس (۸۳–۸۰) ، شارژ کارفرمایان هلند در طرابلس ، لیبی (۸۵– ۱۹۸۳) و معاون مدیر امور آفریقا و خاورمیانه در وزارت امور خارجه هلند (۱۹۸۵–۸۸). وی همچنین سفیر هلند دربغداد ، عراق (۱۹۹۱-۱۹۹۸ ؛ معتبر تا ۲۰۰۴) ، در قاهره ، مناطق مصر و فلسطین (۱۹۹۶-۱۹۹۱) ، آنکارا ، ترکیه و آذربایجان (۱۹۹۶-۱۹۹۶) را تحت پوشش قرار داد ، در بن و برلین ، آلمان (۱۹۹۹–۲۰۰۵) ، و در جاکارتا (۲۰۰۵-۲۰۱۰) ، اندونزی و تیمور-لسته را تحت پوشش قرار دادند.

## افتخارات
- سفارش نارنجی ناسائو (هلند)
- افسر (۱۹۹۱)
- شوالیه (۱۹۸۳)
- صلیب فرمانده شوالیه نشان افتخار جمهوری فدرال آلمان (۲۰۰۵)
- افسر اعظم نشان لیاقت دوش بزرگ لوکزامبورگ (۲۰۰۳)[۳]